# Virág György Jácint
Virág György Jácint (Szécsény, 1743. április 5. – Máramarossziget, 1802. február 28.) piarista áldozópap és főgimnáziumi igazgató.

## Élete
Virág Ádám és Koncz Katalin polgári szülők fia. 1763. október 6-án lépett a rendbe Privigyén, midőn a humaniorák III. évét Horányi Elektől hallgatta. Ugyanitt tanított két évig a grammatikai osztályokban. A filozófiai osztályokat Nagykárolyban (1770–72), a teológiát Debrecenben végezte és 1772. április 6-án pappá szentelték Nagyváradon. Tanított Tokajban 1772–73-ban, Nagykárolyban a poetikai és retorikai osztályokban. 1775-től 1785-ig Máramarosszigeten mint hitszónok működött; itt 1776-tól igazgató, 1785-től házfőnök is volt. 1788–92-ben Aknasugatagon helyettes plébános és újra rektor és direktor Máramarosszigeten.

## Művei
- Pásztor ének Tokody György urnak, n. Bihar vármegye második v. ispányjának mikor a n.-váradi megyébenn az oskolák második igazgatójává tétettnék. Szigeten Máramarosbann, 1786
- Pásztor ének T. Innocentius Simonchicznak... midőn F. K. consilium névvel, szorgalmatos tanitásáért megdicsértetnék. Pest, 1789 (a kecskeméti ház könyvtárában)

Kéziratban sajtókészen a máramarosszigeti ház könyvtárában: Vasárnapi Evangeliumok és azokra való elmélkedések, 4-rét; Esztendő által szentek Innepeire való Evangeliumok és azokra lelki elmélkedések. 4-rét, két kötet.